# Agwé
Agwé, Agwè ou Agoueh est un lwa vaudou. C'est « le maître suprême de la mer et de toutes les îles », le patron des pêcheurs et de ceux qui voyagent en mer. Il règne sur les poissons et les plantes aquatiques.

## Description
Il est parfois représenté comme un poisson, et donc identifié avec Ulrich d'Augsbourg, que certaines images montrent avec un poisson à la main.
Il est souvent représenté par un amiral ou un officier de marine mulâtre aux yeux verts comme la mer. 
Son épouse est la Sirène (parfois confondue avec Mami Wata), et il a pour maîtresse Erzulie Freda.
Ses offrandes sont souvent placées sur un petit radeau laissé à la dérive. Son vévé (symbole dessiné) a la forme d'un bateau.